# Henri Letocart
Henri Letocart (* 6. Februar 1866 in Courbevoie; † 1945 in Paris) war ein französischer Organist, Komponist und bedeutender Verfechter der Erneuerung des liturgischen Gesangs in seinem Heimatland.

## Leben und Wirken
Henri Letocart studierte von 1879 bis 1885 an der 1865 von Louis Niedermeyer gegründeten École Niedermeyer bei Eugène Gigout, danach besuchte er das  Pariser Konservatorium, wo César Franck sein Orgellehrer und Ernest Guiraud sein Kompositionslehrer war. Er wurde dann Nachfolger von Léon Boëllmann als Organist an der Chororgel der Pariser Kirche Saint-Vincent-de-Paul.
Ab 1900 war Letocart Organist an der neu errichteten Charles-Mutin-Orgel und von 1920 bis 1933 Kapellmeister an der Kirche Saint-Pierre de Neuilly. Letocart komponierte Werke für die Orgel bzw. das Harmonium. Eine Sammlung von Stücken erschien unter dem Titel La lyre catholique. Bekannt geblieben ist die Meditation aus dem Jahr 1910. Sein bedeutendster Schüler war André Fleury.